# Piper glabrescens
Piper glabrescens är en pepparväxtart som först beskrevs av Friedrich Anton Wilhelm Miquel, och fick sitt nu gällande namn av C. Dc.. Piper glabrescens ingår i släktet Piper och familjen pepparväxter. Utöver nominatformen finns också underarten P. g. venezuelense.